# Университет Нового Южного Уэльса

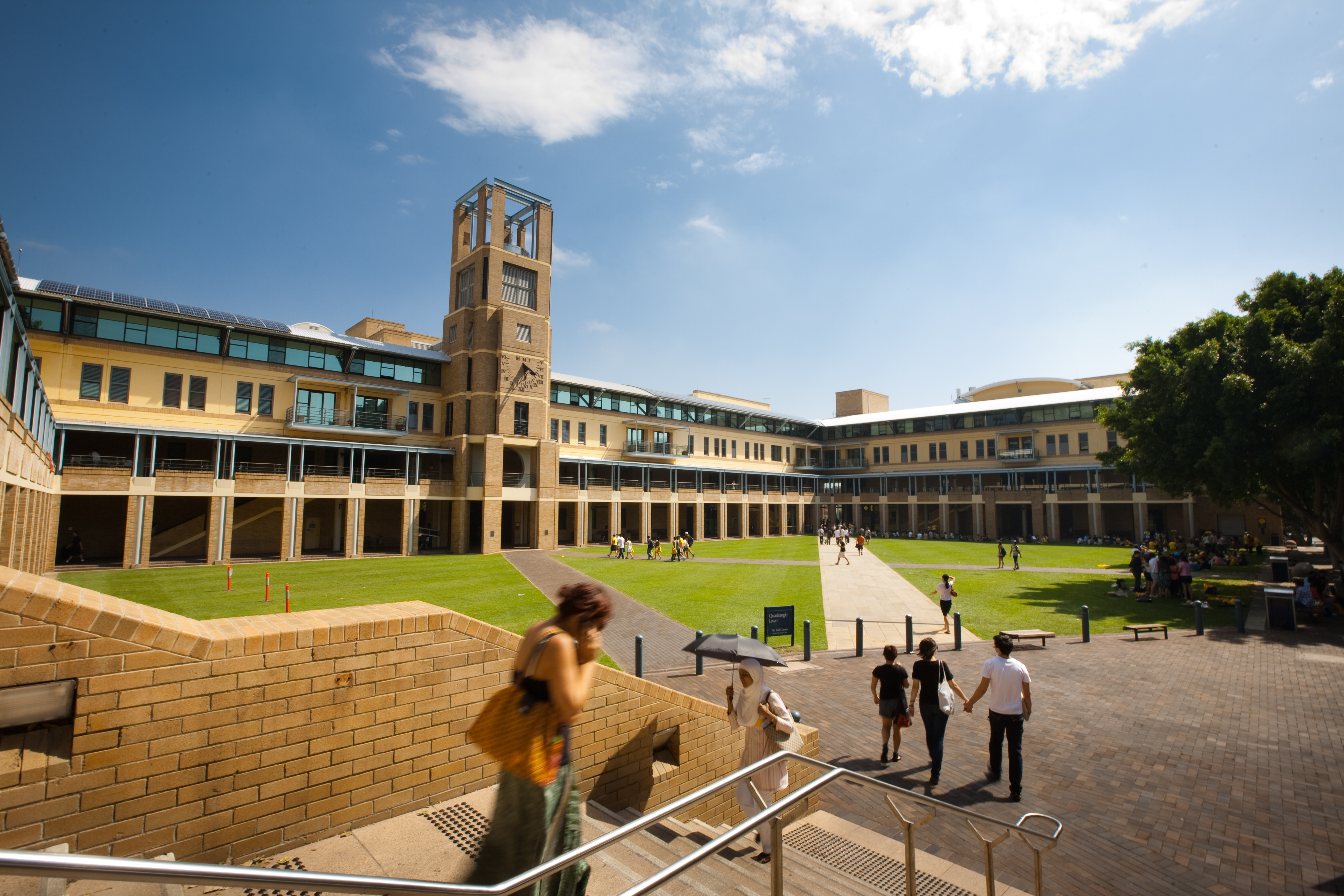
Здание «Quadrangle» Университета Нового Южного Уэльса.

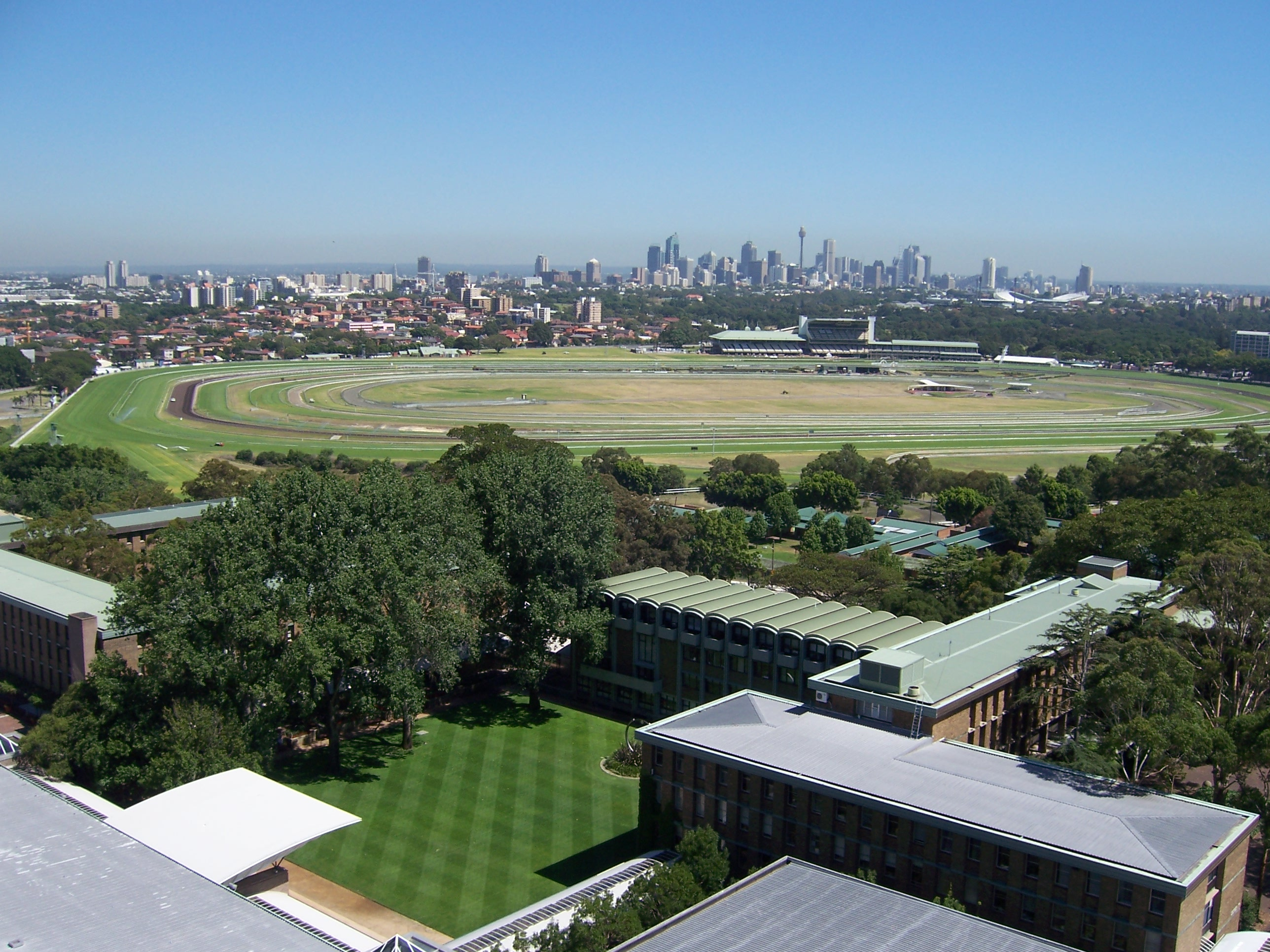
Кампус Университета Нового Южного Уэльса и панорама Сиднея.

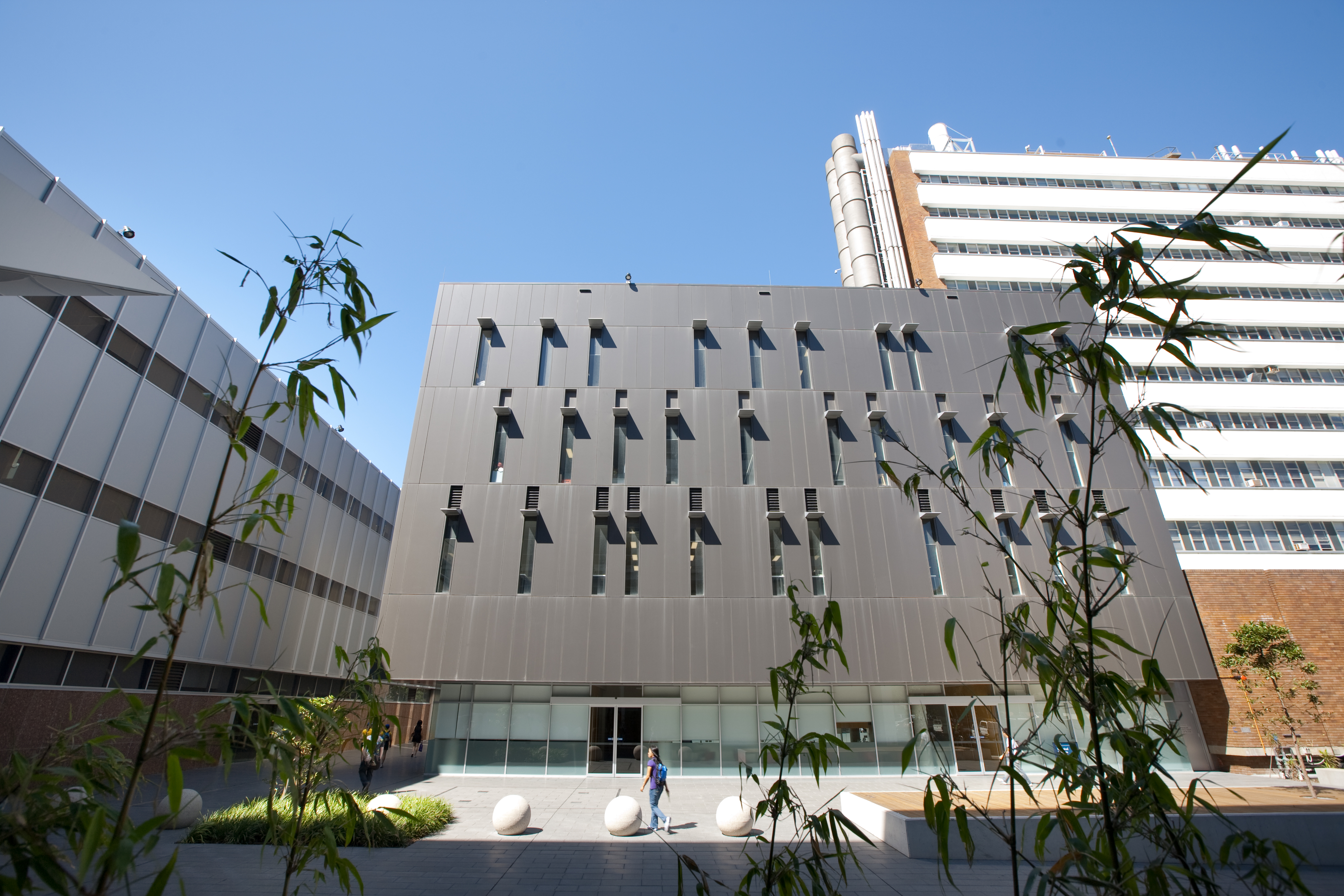
Здание аналитического факультета Университета Нового Южного Уэльса.

Университе́т Но́вого Ю́жного Уэ́́льса (англ. The University of New South Wales, UNSW) — государственный университет Австралии. Основной кампус расположен в Сиднейском районе Кенсингтон (Kensington), штат Новый Южный Уэльс. Университет был основан в 1949 году и является одним из лучших университетов Австралии. Член престижной Группы восьми австралийских университетов. Университет Нового Южного Уэльса входит также в международную университетскую организацию Universitas 21.
Университет Нового Южного Уэльса считается одним из лидеров в высшем образовании Австралии. Выпускники университета занимают высокую позицию среди работодателей и получают одну из самых высоких стартовых зарплат по сравнению с другими университетами в Австралии.
UNSW настоящее время насчитывает около 50 тыс. студентов. Более 5000 сотрудников, 69 исследовательских центров, шесть институтов, четыре больницы, восемь общежитий и другие административные отделы.
Помимо основного кампуса в Кенсингтоне, UNSW имеет и другие кампусы, расположенные по всему Сиднею, в том числе колледж изящных искусств в кампусе Пэддингтон. Кроме того, имеется кампус Академии Вооруженных Сил Австралии расположенный в Канберре, Австралийская столичная территория; в нём обучаются кадеты различного рода войск: NAVY (Военно-Морской Флот), Ground Force (Наземные Войска), Air Force (Военно-Воздушные Силы).

## История

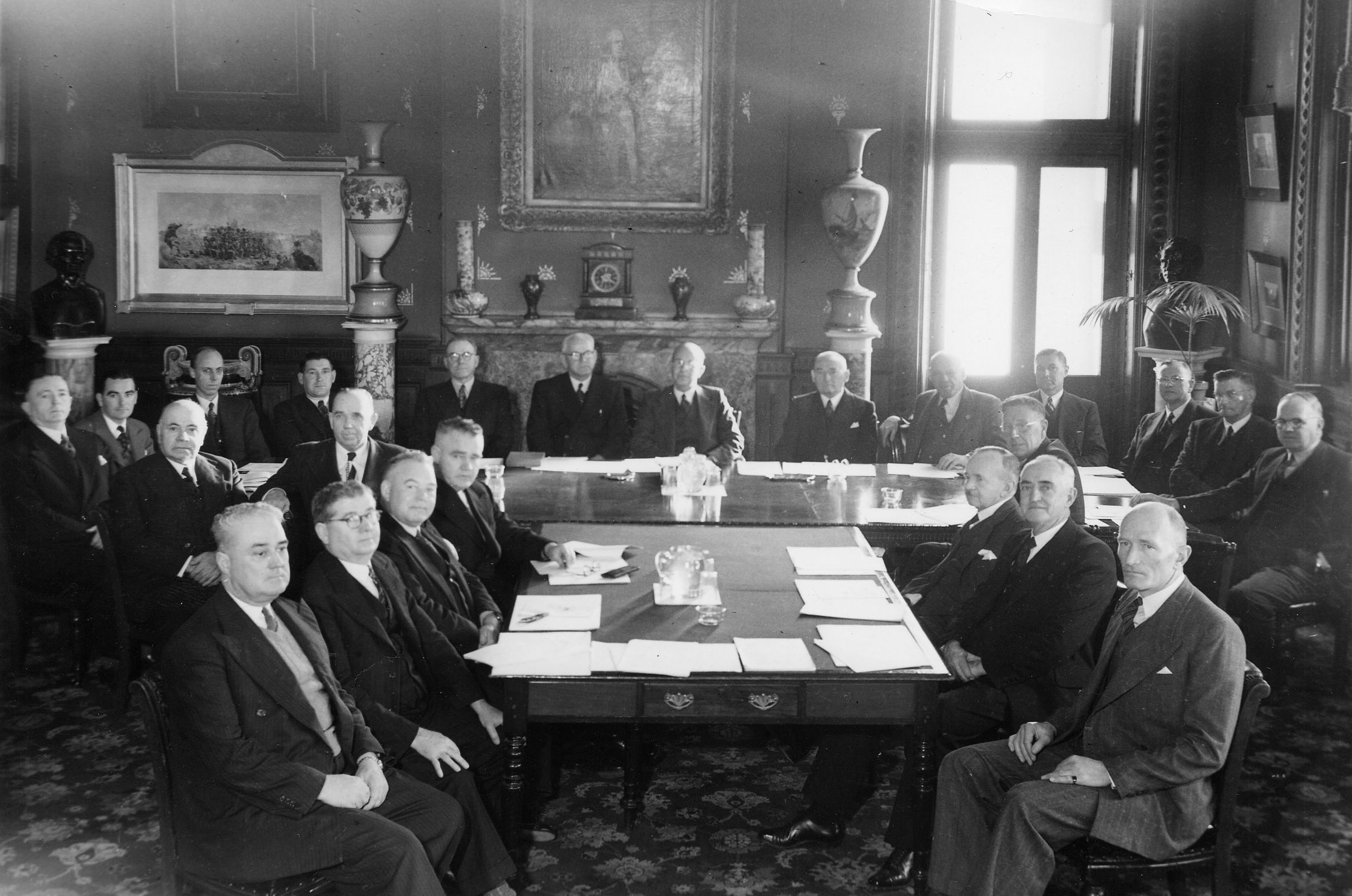
Первое заседание Совета Университета, 1949

Идея создания университета возникла из-за кризиса после Второй мировой войны, во время которой внимание государства было обращено на развитие науки и техники, играющих важную роль в преобразовании из аграрного общества в современное индустриальное. Пост-военное лейбористское правительство Нового Южного Уэльса признало растущую необходимость иметь университет, специализирующийся на подготовке высококвалифицированных инженеров и специалистов в области цифровых технологий. Это привело к предложению создать технологический институт, которое было представлено министром образования Нового Южного Уэльса Бобом Хеффроном, и, впоследствии, принято 9 июля 1946 года. Вместо создания совершенно нового института, правительство решило расширить уже существующий в Сиднее технический колледж.
Университет, первоначально назывался «Технологический университет Нового Южного Уэльса». В марте 1948 года началось обучение первых 46 студентов, обучающихся по таким программа как: гражданское строительство, машиностроение, горное дело, электронная техника. В то время тезисы программ были инновационными, в том смысле, что каждый курс состоял из определённых и длительных периодов практической подготовки в соответствующей отрасли. Кроме того, было беспрецедентным для высших учебных заведений включение в программу обязательного обучения гуманитарным наукам.
Первоначально UNSW работал исключительно на территории кампуса технического колледжа Сиднея расположенного в районе Алтимо (Ultimo). Тем не менее, в 1951 году, парламент Нового Южного Уэльса принял решение о расширении территории университета и принял закон о строительстве нового кампуса расположенного в Кенсингтоне где и в настоящее время расположен основной кампус университета.
В 1958 году университет был переименован в «Университет Нового Южного Уэльса», чтобы отразить своё намерение превратиться из технического университета в университет с более широким кругом наук. В 1960 году он расширил свою учебную программу и студенческую базу с созданием факультета искусств и медицины, а затем и юридический факультет в 1971 году.
Первым ректором университета был Артур Деннинг (англ) (1949—1952), который внес важный вклад в основание университета. В 1953 году его сменил профессор Филипп Бакстер (англ), который продолжал в качестве вице-президента, когда название этой должности было изменено в 1955 году. Филипп Бакстер вел авторитарный режим управления в университете и, благодаря его дальновидным и порой спорным решениями, университету удалось увеличить количество студентов от нескольких до 15 000 к 1968 году. Он также был инициатором новых научно-технических дисциплин. Персонал университета, как местный, так и набранный за рубежом, проводил исследования в электронике, технике, в фундаментальных областях, что позволило вскоре установить широкую международную репутацию. В момент выхода на пенсию сэра Филиппа Бакстера в 1969 году в университете была проделана большая работа по повышению уровня качества образования в Австралии. Новый вице-президент, профессор Руперт Майерс (англ) (1969—1981), принес консолидацию и стабильное управление университетом на фоне студенческих волнений того времени.
В настоящее время UNSW помимо основного бюджета выделяемого государством получает до 45 % от общих доходов со стороны частных инвесторов. На сегодняшний день фонд университета составляет 72,3 млн австралийский долларов.

### Символика
Герб Университета Нового Южного Уэльса создан 3 марта 1952 года. Как и на гербе и государственном знаке штата Новый Южный Уэльс на гербе университета изображены лев и четыре звезды созвездия Южный крест на красном кресте Св. Георгия. В верхней части расположена открытая книга с надписью «SCIENTIA» (наука) так же, как и на гербе Лондонского Имперского колледжа. В нижней чести герба надпись «Manu et Mente» (руками и умом) — девиз Сиднейского Технического колледжа в районе Алтимо (Ultimo), на территории которого UNSW первоначально располагался.
Флаг университета представляет собой синее поле, обрамлённое жёлтой и чёрной лентами (цвета университета) с гербом университета в центре.